# سوكودجو
رامو تييري سوكودجو نكامهوا (
تنطق بالفرنسية: [ʁamo tjɛʁi sɔkudʒu]؛ مواليد 18 أبريل 1984) يُعرف غالبًا باسم سوكودجو، هو مُقاتل فنون قتالية مختلطة كاميروني.

## وصلات خارجية
- سوكودجو على موقع JudoInside.com (الإنجليزية)
- سوكودجو على موقع يو إف سي (الإنجليزية)
- سوكودجو على موقع بيلاتور (الإنجليزية)
- سوكودجو على موقع شيردوغ (الإنجليزية)
- سوكودجو على موقع IMDb (الإنجليزية)
- سوكودجو على موقع قاعدة بيانات الفيلم (الإنجليزية)